# スポーツカー世界選手権

1991-1992年 ロゴ

スポーツカー世界選手権（スポーツカーせかいせんしゅけん、Sportscar World Championship、通称：SWC）は、かつて国際自動車連盟 (FIA) が主催し世界各国を転戦して行われた2座席スポーツカーによる耐久レースの世界選手権である。
1953年、世界スポーツカー選手権としてスタートし、その後幾度か名称・レギュレーションを変更した後、1992年に40年の歴史に幕を閉じた。2012年からFIA 世界耐久選手権として、新たに開催されることとなった。

## 歴史
選手権の名称は繰り返し変更が行われていた。

### 世界スポーツカー選手権（1953年 - 1961年）
1953年、「世界スポーツカー選手権（英: World Sportscar Championship）」としてスタートした。
1950年開幕のF1世界選手権が単座フォーミュラカーによる短距離レースで、ドライバー主体の競技だったのに対し、世界スポーツカー選手権は2座席スポーツカーの長距離レースで、車両製造者（メーカーもしくはマニュファクチャラー）を主体として構成された。純レーシングカーに近いスポーツプロトタイプカーを中心に開催されていた

### 国際GTマニュファクチャラーズ選手権（1962年 - 1967年）
1962年より「国際GTマニュファクチャラーズ選手権（英: International Championship for GT Manufacturers）」に名称が変更。
安全性の見地から、1962年より量産GTカーの選手権とされた。

#### 国際スポーツカー選手権（併催）（1966年 - 1967年）
1966年から「国際スポーツカー選手権（英: International Championship for Sports Cars）」も併催となり、人気の高まっていたスポーツカー（プロトタイプカー）の参戦も可能になった。
1960年代にはアメリカのフォード、シェルビーが大々的に参戦し、ヨーロッパの覇権を握るフェラーリに挑戦した。さらに、中排気量クラスの雄であるポルシェが総合優勝を目指すようになり、フォード、フェラーリ、ポルシェの対決はF1を凌ぐ人気を得ていた。

### 国際メーカー選手権（1968年 - 1971年）
- 国際メイクス選手権

1968年より国際GTマニュファクチャラーズ選手権と国際スポーツカー選手権が性能調整を経て統合され、「国際メーカー選手権（英: International Championship for Makes）」として開催された。

### 世界メーカー選手権（1972年 - 1980年）
- 世界メイクス選手権

1972年より「世界メーカー選手権（英: World Championship for Makes, WCM）」に改称。
度重なるレギュレーション変更と1970年代前半のオイルショックの影響により、有力ワークスの撤退が相次いだ。ポルシェを軸に、マトラ、ルノー（参戦登録名はアルピーヌ）、ミラージュなどのメーカーが参戦するも、シリーズは低迷期を迎えた。1975年を最後にスポーツカーが付則J項から廃止された (廃止前はB部門グループ5)。

#### 世界スポーツカー選手権（併催）（1976年 - 1977年）
1976・1977年は「世界スポーツカー選手権（英: World Championship for Sports Cars）」との併催となる。
1976年、市販車を大改造した特殊プロダクションカー (A部門グループ5) が導入されるが、ポルシェの一人勝ち状態となりシリーズの活性化には繋がらなかった。

### 世界耐久選手権（1981年 - 1985年）
1981年より「世界耐久選手権（英: World Endurance Championship, WEC）」に名称変更。
1982年、プロトタイプに排気量無制限ながら使用燃料総量の規制を加えたグループC規定を採用したことで、メーカーの参戦意欲を刺激し、シリーズは再び隆盛を迎える。ポルシェに加えてランチア・メルセデス・ジャガー・アストンマーティンといった古豪が復活し、トヨタ・日産・マツダといった日本のメーカーもル・マン制覇を目指して参戦を開始した。

### 世界スポーツプロトタイプカー選手権（1986年 - 1990年）
1986年より「世界スポーツプロトタイプカー選手権（英: World Sports Prototype Championship, WSPC）」に名称変更。
1989年の全戦参加義務付けで、選手権には7つのメーカーが参戦し、好況も手伝ってエントリーも常時30台を超えた。

### スポーツカー世界選手権（1991年 - 1992年）
1991年より「スポーツカー世界選手権（英: Sportscar World Championship, SWC）」と名称変更。
1991年よりFIAがF1と同じエンジン規定（3.5L自然吸気エンジン、燃料使用量規制撤廃）を導入すると、新規定のエンジン開発が間に合わなかったトヨタ・日産や、重量ハンディを負った旧規定のポルシェを使うプライベートチームが参加を回避した。そのため、プジョーの新規参入にもかかわらず、シリーズエントリーは激減し、開幕戦の出走台数は前年の34台から15台へと大きく減少した。参加したメーカーもFIAの運営に不満を抱き、メルセデス・ジャガーは1991年シーズン終了後シリーズ撤退を表明し、選手権は事実上空中分解した。マツダが日本車として初めてル・マンで総合優勝を獲得した。
翌1992年はプジョー・トヨタ・マツダの3メーカーが継続参戦したものの、プライベートチームの参戦はほとんどなく、エントリーはル・マン以外では10台前後しか出走しない状態に陥った。ル・マンも過去最低の28台だった。
1992年限りで40年もの歴史を持つスポーツカー耐久レースの世界選手権は終焉を迎えることとなった。

### ル・マン24時間レースとの関係
シリーズの中では伝統の耐久レース「ル・マン24時間レース」がとくに有名だが、運営方法やレギュレーションの問題で、レースを主催しているフランス西部自動車クラブ（ACO）とFIAが対立し、シリーズから外れることもしばしばあった。

### 選手権終焉後（1993年 - ）
その後 世界選手権は行われていなかったが、ACO主催で欧州中心に行われる ル・マン・シリーズ（通称：LMS）、北米中心に行われるアメリカン・ル・マン・シリーズ（通称：ALMS）が開催され続けた。2010年より、LMSとALMSに加えインターコンチネンタル・ル・マン・カップ（通称：ILMC）が開催され世界を転戦し、これは事実上の世界選手権の復活と言えた。一方で市販GTカーで参戦していたプライベーター向けにはBPRグローバルGTシリーズ→FIA GT選手権が受け皿となった。
そして、2011年6月の世界モータースポーツ評議会において、FIAとACOが提携し2012年からFIA 世界耐久選手権（FIA World Endurance Championship, 通称：WEC）が開催されることが決定された。20年ぶりに復活したこのスポーツカー耐久レースの世界選手権は、初年度にはル・マン24時間レースをはじめとする8つの大会が開催された。最高クラスとなるLMP1規定でハイブリッドカー+四輪駆動が認可されたことで、2015年にはトヨタ・アウディ・ポルシェ・日産の4メーカーが最新鋭の電動技術を持ち寄って集い、また独自規定LM-GTEで争われるGTクラスにも多数のスーパーカーが参戦し隆盛を極めたかに見えた。しかし高コストで参入の障壁が高かったことや、VWグループの『ディーゼルゲート』に端を発する急激なEVシフトへの波から2018～2022年には実質トヨタ一社のみの参戦となってしまう。同様にGTクラスも参戦メーカーを急激に減らし、独自規定から世界的に流行しているグループGT3をベースとする規定への変更を余儀なくされた。このように苦しい状況であるが、近年市場を拡大しているハイパーカーをベースにできるLMハイパーカー規定や、北米にも参戦可能となるLMDh規定を導入することで人気回復を目論んでいる状況である。

## 主なレース
以下のものは、過去にシリーズに組み込まれていたレースである。（）内はシリーズに組み込まれていた年である。
- ミッレ・ミリア （1953年-1957年）
- カレラ・パナメリカーナ・メヒコ（1953年-1954年）
- タルガ・フローリオ （1955年-1973年）
- ル・マン24時間レース
- デイトナ24時間レース （1966年-)
- セブリング12時間レース （1953年-）
- シルバーストン1000km（英語版） （1976年-)
- ニュルブルクリンク1000km（英語版） （1953年-1991年）
- モンツァ1000km（英語版）
- スパ1000km（英語版）
- ブエノスアイエス1000km（英語版） （1954年-1972年）

## 参加車両・レース規定の変遷
- 1953年　2座席。ドアを有すること。タイヤ露出不可。
- 1958年　排気量を3L以下に制限
- 1962年　シリーズ名称を国際マニュファクチャラーズ選手権に変更するとともに、タイトルを量産GTに与えることに。Div.1(1L以下、64年以降1.3L以下）、Div.2(2L以下）、Div.3(2L以上）の3クラスにそれぞれチャンピオンシップ。
- 1963年　排気量無制限プロトタイプカー対象にプロトタイプトロフィー制定（～65年）
- 1966年　国際マニュファクチャラーズ選手権の対象をGTからプロトタイプに。GTの呼称をスポーツカー（連続する12ヶ月に50台以上製造）に改め、新たに国際スポーツカー選手権を制定。
- 1968年　プロトタイプカーの排気量を3Lまでに、スポーツカーの排気量を5Lまでにそれぞれ制限の上、両カテゴリーによる国際メーカー選手権に。
- 1969年　スポーツカーの生産台数を50台から25台に緩和。
- 1972年　シリーズ名称を世界メーカー選手権に。5Lスポーツカーを排除し、参加車両を排気量3Lまでのオープントッププロトタイプカーに限定。
- 1976年　選手権タイトルを市販車ベースに大幅な改造を加えたグループ5車両「シルエットフォーミュラ」に与えることに。従来の3Lプロトタイプ（グループ6）は別シリーズ世界スポーツカー選手権として開催（1978年には欧州選手権に格下げ）。
- 1981年　選手権にドライバー部門を新設。シリーズ名称を世界耐久選手権に。
- 1982年　グループC規定導入。排気量無制限のクローズドボディプロトタイプ。燃料使用総量制限（レース距離により給油回数制限）。燃料タンク容量100L。最低重量800kg。
- 1984年　燃費規制を、給油回数から使用可能総量で制限に変更。最低重量850kg。
- 1985年　燃費規制を強化。メーカーから参加チームに選手権対象を変更。
- 1986年　シリーズに耐久レースだけでなく短距離レースも加え、シリーズ名称を世界スポーツプロトタイプカー選手権に変更。
- 1989年　レース距離を480kmに統一。チームに全戦参加義務。最低重量を900kgに引き上げ。排気量3.5リットル（F1と同一）、最低重量750kg、燃費規制なしの「カテゴリー1」規定導入（従来のC1は「カテゴリー2」に）。
- 1991年　シリーズ名称をスポーツカー世界選手権に変更。カテゴリー1を主体に。従来のカテゴリー2も最低車重を1,000kgに引き上げ参加可能。ル・マンを除きレース距離を430kmに。
- 1992年　カテゴリー1に一本化。ル・マン、および鈴鹿を除きレース距離を500kmに。

## 歴代タイトルの一覧
| 年                                              | マニュファクチャラー (1953 - 1984)                                                     | チーム (1985 - 1992)                                          | ドライバー（ズ） (1981 - 1992)                                                                  |
| 世界スポーツカー選手権                          | 世界スポーツカー選手権                                                                 | 世界スポーツカー選手権                                        | 世界スポーツカー選手権                                                                          |
| ----------------------------------------------- | -------------------------------------------------------------------------------------- | ------------------------------------------------------------- | ----------------------------------------------------------------------------------------------- |
| 1953                                            | フェラーリ                                                                             | -                                                             | -                                                                                               |
| 1954                                            | フェラーリ                                                                             | -                                                             | -                                                                                               |
| 1955                                            | メルセデス・ベンツ                                                                     | -                                                             | -                                                                                               |
| 1956                                            | フェラーリ                                                                             | -                                                             | -                                                                                               |
| 1957                                            | フェラーリ                                                                             | -                                                             | -                                                                                               |
| 1958                                            | フェラーリ                                                                             | -                                                             | -                                                                                               |
| 1959                                            | アストンマーティン                                                                     | -                                                             | -                                                                                               |
| 1960                                            | フェラーリ                                                                             | -                                                             | -                                                                                               |
| 1961                                            | フェラーリ                                                                             | -                                                             | -                                                                                               |
| 国際マニュファクチャラーズ選手権                |                                                                                        |                                                               |                                                                                                 |
| 1962                                            | Div.I フィアット・アバルト (GT1.0) Div.II ポルシェ (GT2.0) Div.III フェラーリ (GT+2.0) | -                                                             | -                                                                                               |
| 1963                                            | Div.I フィアット・アバルト (GT1.0) Div.II ポルシェ (GT2.0) Div.III フェラーリ (GT+2.0) | -                                                             | -                                                                                               |
| 1963                                            | GTP フェラーリ                                                                         | -                                                             | -                                                                                               |
| 1964                                            | Div.I アバルト・シムカ (GT1.0) Div.II ポルシェ (GT2.0) Div.III フェラーリ (GT+2.0)     | -                                                             | -                                                                                               |
| 1964                                            | GTP ポルシェ                                                                           | -                                                             | -                                                                                               |
| 1965                                            | Div.I アバルト・シムカ (GT1.3) Div.II ポルシェ (GT2.0) Div.III シェルビー (GT+2.0)     | -                                                             | -                                                                                               |
| 1965                                            | GTP フェラーリ                                                                         | -                                                             | -                                                                                               |
| 国際スポーツプロトタイプ/国際スポーツカー選手権 |                                                                                        |                                                               |                                                                                                 |
| 1966                                            | フォード (P+2.0) ポルシェ (P2.0)                                                       | -                                                             | -                                                                                               |
| 1966                                            | Div.I アバルト (S1.3) Div.II ポルシェ (S2.0) Div.III フォード (S+2.0)                  | -                                                             | -                                                                                               |
| 1967                                            | フェラーリ (P+2.0) ポルシェ (P2.0)                                                     | -                                                             | -                                                                                               |
| 1967                                            | Div.I アバルト (S1.3) Div.II ポルシェ (S2.0) Div.III フォード (S+2.0)                  | -                                                             | -                                                                                               |
| 国際メーカー選手権                              |                                                                                        |                                                               |                                                                                                 |
| 1968                                            | フォード (P,S) ポルシェ (GT)                                                           | -                                                             | -                                                                                               |
| 1969                                            | ポルシェ (P,S) ポルシェ (GT)                                                           | -                                                             | -                                                                                               |
| 1970                                            | ポルシェ (P,S) ポルシェ (GT)                                                           | -                                                             | -                                                                                               |
| 1971                                            | ポルシェ (P,S) ポルシェ (GT)                                                           | -                                                             | -                                                                                               |
| 世界メーカー選手権（※世界スポーツカー選手権）   |                                                                                        |                                                               |                                                                                                 |
| 1972                                            | フェラーリ (P) ポルシェ (GT)                                                           | -                                                             | -                                                                                               |
| 1973                                            | マトラ (SP) ポルシェ (GT)                                                              | -                                                             | -                                                                                               |
| 1974                                            | マトラ (P) ポルシェ (GT)                                                               | -                                                             | -                                                                                               |
| 1975                                            | アルファロメオ (P) ポルシェ (GT)                                                       | -                                                             | -                                                                                               |
| 1976                                            | ポルシェ (Gr.5)                                                                        | -                                                             | -                                                                                               |
| 1976※                                           | ポルシェ (Gr.6)                                                                        | -                                                             | -                                                                                               |
| 1977                                            | ポルシェ (Gr.5)                                                                        | -                                                             | -                                                                                               |
| 1977※                                           | アルファロメオ (Gr.6)                                                                  | -                                                             | -                                                                                               |
| 1978                                            | ポルシェ (Gr.5)                                                                        | -                                                             | -                                                                                               |
| 1979                                            | ポルシェ (+2.0) ランチア (2.0)                                                         | -                                                             | -                                                                                               |
| 1980                                            | ポルシェ (+2.0) ランチア (2.0)                                                         | -                                                             | -                                                                                               |
| 世界耐久選手権                                  |                                                                                        |                                                               |                                                                                                 |
| 1981                                            | ポルシェ (+2.0) ランチア (2.0)                                                         | -                                                             | ボブ・ギャレットソン                                                                            |
| 1982                                            | ポルシェ (Gr.C)                                                                        | -                                                             | ジャッキー・イクス                                                                              |
| 1983                                            | ポルシェ (Gr.C) アルバ・ ジャンニーニ (C Jr.) ポルシェ (Gr.B)                          | -                                                             | ジャッキー・イクス                                                                              |
| 1984                                            | ポルシェ (Gr.C) アルバ・ ジャンニーニ (C Jr.) BMW (Gr.B)                               | -                                                             | ステファン・ベロフ                                                                              |
| 1985                                            | -                                                                                      | ロスマンズ・ポルシェ (C) スパイス・エンジニアリング (en) (C2) | デレック・ベル (C) ハンス＝ヨアヒム・シュトゥック (C) ゴードン・スパイス (C2) レイ・ベルム (C2) |
| 世界スポーツプロトタイプカー選手権              |                                                                                        |                                                               |                                                                                                 |
| 1986                                            | -                                                                                      | ブルン・モータースポーツ (C) エキュリー・エコッセ (en) (C2)   | デレック・ベル (C) ゴードン・スパイス (C2) レイ・ベルム (C2)                                    |
| 1987                                            | -                                                                                      | シルクカット・ジャガー (C) スパイス・エンジニアリング (C2)    | ラウル・ボーセル (C) ゴードン・スパイス (C2) フェルミン・ベレス (C2)                            |
| 1988                                            | -                                                                                      | シルクカット・ジャガー (C) スパイス・エンジニアリング (C2)    | マーティン・ブランドル (C) ゴードン・スパイス (C2) レイ・ベルム (C2)                            |
| 1989                                            | -                                                                                      | チーム・ザウバー・メルセデス (C) Chamberlain Engineering (C2) | ジャン＝ルイ・シュレッサー (C) Nick Adams (C2) フェルミン・ベレス(C2)                           |
| 1990                                            | -                                                                                      | チーム・ザウバー・メルセデス                                  | ジャン＝ルイ・シュレッサー マウロ・バルディ                                                     |
| スポーツカー世界選手権                          |                                                                                        |                                                               |                                                                                                 |
| 1991                                            | -                                                                                      | シルクカット・ジャガー                                        | テオ・ファビ                                                                                    |
| 1992                                            | -                                                                                      | プジョー・タルボ・スポール (C1) Chamberlain Engineering (Cup) | デレック・ワーウィック (C1) ヤニック・ダルマス (C1) Ferdinand de Lesseps (Cup)                  |

## 日本開催
世界耐久選手権（WEC)時代のグループC初年度となる1982年に、富士スピードウェイにてWEC-JAPANとして初めて開催された。日本での世界選手権は同じ富士で開催された1977年F1日本GP以来、5年ぶりの開催であった。1983年にはグループC規定の国内シリーズとして全日本耐久選手権（後の全日本スポーツプロトタイプカー耐久選手権 , 通称：JSPC）もスタートした。
以降1988年まで富士で開催された。1989年世界スポーツプロトタイプカー選手権（WSPC）の大改革で、施設的に見劣りする富士から鈴鹿に開催地が変更されたが、観客は激減してしまった。鈴鹿ではその後スポーツカー世界選手権（SWC）が消滅する1992年まで開催された。1992年は伝統の鈴鹿1000kmに世界選手権がかかることとなった。
富士・鈴鹿以外では、1991年SWC最終戦としてオートポリスで開催された。この年日本では鈴鹿とオートポリスの2回開催となった。このレースはジャガー、プジョー、メルセデス、トヨタの4メーカーのカテゴリー1（3.5L自然吸気エンジン搭載車）が揃う最初で最後のレースとなった。また結果的にジャガー、メルセデスの最後のグループCレースともなった。
この他、1987年富士の翌週に西仙台（現仙台ハイランド）でスプリントレースが予定されていたが、開催1週間前に突然キャンセルされるハプニングが起きた。1992年の開幕戦の当初カレンダーにはオートポリスがあったが、後にキャンセルされている。

### レース結果
| 開催年 | 開催日   | 開催地       | シリーズ名 | レース形態 | 優勝 | 優勝                                                                               | PP | PP                                                        | 出走 | 観衆  |
| 開催年 | 開催日   | 開催地       | シリーズ名 | レース形態 | #    | ドライバー - 周回数 / 車種                                                         | #  | ドライバー - タイム / 車種                                | 出走 | 観衆  |
| 1982年 | 10月3日  | 富士         | WEC        | 6時間      | 1    | ジャッキー・イクス ヨッヘン・マス 260周 / ポルシェ・956                            | 51 | ミケーレ・アルボレート 1分12秒39 / ランチア・LC1          | 38   | 86000 |
| 1983年 | 10月2日  | 富士         | WEC        | 1000km     | 2    | デレック・ベル ステファン・ベロフ 225周 / ポルシェ・956                            | 2  | ステファン・ベロフ 1分10秒02 / ポルシェ・956              | 37   | 83000 |
| 1984年 | 9月30日  | 富士         | WEC        | 1000km     | 2    | ジョン・ワトソン ステファン・ベロフ 226周 / ポルシェ・956                          | 2  | ステファン・ベロフ 1分17秒49 / ポルシェ・956              | 35   | 83500 |
| 1985年 | 10月6日  | 富士         | WEC        | 1000km     | 28   | 星野一義 松本恵二 萩原光 62周 / マーチ・85G/日産                                   | 2  | ハンス＝ヨアヒム・シュトゥック 1分15秒92 / ポルシェ・962C | 35   | 83100 |
| 1986年 | 10月5日  | 富士         | WSPC       | 1000km     | 7    | パオロ・バリッラ ピエルカルロ・ギンザーニ 226周 / ポルシェ・956                    | 18 | オスカー・ララウリ 1分16秒519 / ポルシェ・962C            | 40   | 85300 |
| 1987年 | 9月27日  | 富士         | WSPC       | 1000km     | 5    | ヤン・ラマース ジョン・ワトソン 224周 / ジャガー・XJR-8                            | 28 | 和田孝夫 1分19秒021 / マーチ・86G/日産                    | 37   | 78500 |
| 1988年 | 10月9日  | 富士         | WSPC       | 1000km     | 1    | マーティン・ブランドル エディ・チーバー ジョン・ニールセン 224周 / ジャガー・XJR-9 | 27 | 岡田秀樹 1分18秒210 / ポルシェ・962C                      | 35   | 81500 |
| 1989年 | 4月9日   | 鈴鹿         | WSPC       | 480km      | 61   | ジャン＝ルイ・シュレッサー マウロ・バルディ 82周 / ザウバー・C9/メルセデス         | 37 | ジェフ・リース 1分50秒635 / トヨタ・89C-V                 | 34   | 31000 |
| 1990年 | 4月8日   | 鈴鹿         | WSPC       | 480km      | 1    | ジャン＝ルイ・シュレッサー マウロ・バルディ 82周 / ザウバー・C9/メルセデス         | 36 | ジェフ・リース 1分48秒716 / トヨタ・90C-V                 | 34   | 41000 |
| 1991年 | 4月14日  | 鈴鹿         | SWC        | 430km      | 5    | マウロ・バルディ フィリップ・アリオー 74周 / プジョー・905                         | 3  | デレック・ワーウィック 1分48秒084 / ジャガー・XJR-14      | 15   | 45000 |
| 1991年 | 10月28日 | オートポリス | SWC        | 430km      | 2    | ミハエル・シューマッハ カール・ヴェンドリンガー 93周 / メルセデスベンツ・C291      | 4  | テオ・ファビ 1分27秒188 / ジャガー・XJR-14                | 17   | 38300 |
| 1992年 | 8月30日  | 鈴鹿         | SWC        | 1000km     | 1    | デレック・ワーウィック ヤニック・ダルマス 171周 / プジョー・905                    | 2  | マウロ・バルディ 1分43秒957 / プジョー・905               | 11   | 36000 |